# Ленгенфелд (Фогтланд)
Ленгенфелд (њем. Lengenfeld) град је у њемачкој савезној држави Саксонија. Једно је од 45 општинских средишта округа Фогтланд. Према процјени из 2010. у граду је живјело 7.783 становника. Посједује регионалну шифру (AGS) 14523170.

## Географски и демографски подаци
Ленгенфелд се налази у савезној држави Саксонија у округу Фогтланд. Град се налази на надморској висини од 403 метра. Површина општине износи 47,2 km². У самом граду је, према процјени из 2010. године, живјело 7.783 становника. Просјечна густина становништва износи 165 становника/km².